# Chlorophytum
Chlorophytum (/ˌklɒrəˈfaɪtəm, ˌklɔː-, -roʊ-/, tên thông thường tiếng Anh Spider Plant), là một chi gồm gần 200 loài thực vật có hoa thường xanh, sống lâu năm thuộc phân họ Agavoideae của họ Asparagaceae. Đây là cây bản địa của vùng nhiệt đới và cận nhiệt đới châu Phi, Úc, và châu Á.
Chúng phát triển chiều cao từ 10–60 cm, với lá dẹp, dài 15–75 cm và rộng 0.5–2 cm, rễ củ dày. Hoa nhỏ, thường có màu trắng.